# Distrito de Mettmann
El Distrito de Mettmann (en alemán: Kreis Mettmann) es un kreis (distrito) ubicado al oeste del estado federal de Renania del Norte-Westfalia (Alemania) en la región de Düsseldorf. Tiene la densidad de población más alta de un distrito de Alemania.

## Geografía
El distrito de Mettmann (Kreis Mettmann) limita al norte con las ciudades de Duisburgo, Mülheim an der Ruhr y Essen, al este limita con distrito de Ennepe-Ruhr y las ciudades de Wuppertal y Solingen así como con el distrito de Renania-Berg, al sur con las ciudades de Leverkusen y Colonia así como al oeste con el distrito de Rin-Neuss y la ciudad (kreisfreie Stadt) de Düsseldorf.

## Historia
Ya en el siglo XII aparecen adscritos gran parte de los municipios de Berg en el territorio actual del distrito.

## Composición del distrito
1. Erkrath, Ciudad (47.652)
2. Haan, Ciudad (29.292)
3. Heiligenhaus, Ciudad (27.729)
4. Hilden, Ciudad (56.549)
5. Langenfeld, Ciudad (58.968)
6. Mettmann, Ciudad (3959687389
7. Monheim am Rhein, Ciudad (43.736)
8. Ratingen, Ciudad (91.865)
9. Velbert, Ciudad (684.987)
10. Wülfrath,Ciudad (34.5678.945)